# راق

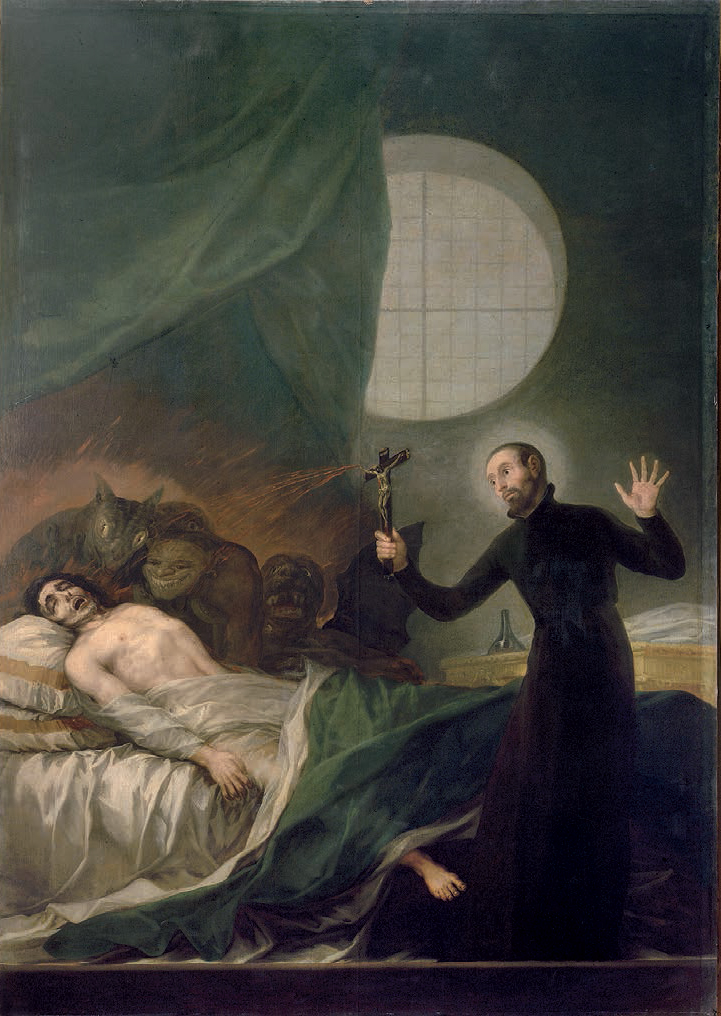

الرَّاقي أو طارد الأرواح الشريرة (بالإنجليزية: Exorcist)‏ في بعض الأديان هو الشخص الذي يعتقد أن لديهِ القدرة على الشفاء أو طرد الشيطان أو الأرواح الشريرة الأخري. ويمكن أن يكون طارد الأرواح كاهن، راهب، ناسك، معالج روحي، شامان أو أي شخص آخر أعد خصيصا أو عنده تعليمات معينة.
طارد الأرواح الشريرة هو الشخص الذي يخلص غيره من الشياطين أو غيرها من الكائنات الخارقة أو غير المعروفة لنا والتي يعتقد أنها تسعي لتمتلك أو تؤذي شخص ما، أو (أحيانا) تسكن مبنى أو حتى شيء غير عاقل.